# Маркитан, Ремус Васильевич
Ремус Васильевич Маркитан (род. 20 мая 1936 года) — советский военный деятель и педагог, доктор военных наук (2004), профессор (2004), генерал-лейтенант (1985). Начальник командного факультета Военной академии имени Ф. Э. Дзержинского (1988—1992). Лауреат Премии Президента Российской Федерации в области образования (1999).

## Биография
Родился 20 мая 1936 года в селе Чернолевка, Молдавской ССР.
С 1953 по 1958 год обучался в Каспийском высшем военно-морском Краснознамённом училище имени С. М. Кирова.
С 1958 по 1963 год обучался в Ростовском высшем командно-инженерном училище имени М. И. Неделина.
С 1963 года служил в составе Ракетных войск стратегического назначения СССР. С 1963 по 1966 год служил на различных инженерных и командных должностях: начальник расчёта, командир ракетной группы и заместитель командира ракетного полка по ракетному вооружению 
.
С 1966 по 1969 год обучался на командном факультете Военной академии имени Ф. Э. Дзержинского. С 1969 по 1974 год служил в должностях командира ракетного полка и заместителя командира ракетной дивизии. С 1974 по 1977 год — командир 13-й ракетной дивизии, в составе частей дивизии под руководством Р. В. Маркитана состояли ракетные комплексы тяжёлого класса «Р-36» и двухступенчатые жидкостные межконтинентальные баллистические ракеты «Р-36М». С 1977 по 1982 год — заместитель командующего 31-й ракетной армии по боевой подготовке.
С 1982 по 1988 год — заместитель главнокомандующего РВСН СССР по боевой подготовке. С 1988 по 1992 год на научно-педагогической работе в Военной академии им. Ф. Э. Дзержинского в качестве начальника командного факультета. С 1992 года после увольнения в отставку работал в Военной академии РВСН имени Петра Великого в качестве профессора кафедры управления повседневной деятельностью войск. 4 октября 1999 года Указом Президента России Р. В. Маркитану за разработку и внедрение научно-педагогического комплекса «Теоретические и прикладные основы эффективного воинского труда» была присвоена Премия Президента Российской Федерации в области образования. В 2004 году Р. В. Маркитан защитил диссертацию на соискание учёной степени доктор военных наук, и в этом же году ему было присвоено учёное звание профессор. 

## Высшие воинские звания
- Генерал-майор (28.10.1976)
- Генерал-лейтенант (18.02.1985)[5]

## Награды
- Орден Почёта (2006)
- Орден Трудового Красного Знамени (1988)
- Орден Красной Звезды (1981)
- Орден «За службу Родине в Вооружённых Силах СССР» III степени (1975)[1]
- Премия Президента Российской Федерации в области образования (1999)[6].